# Aleksandr Ruckoj
Aleksandr Władimirowicz Ruckoj, ros. Александр Владимирович Руцкой (ur. 16 września 1947 w Płoskirowie) – rosyjski polityk, wiceprezydent za rządów Borysa Jelcyna od 10 lipca 1991 roku do 1 września 1993 roku i następnie nieuznawany prezydent Federacji Rosyjskiej przez dwa tygodnie. Wojskowy, pilot, Bohater Związku Radzieckiego.

## Życiorys
Walczył w Afganistanie, był dwa razy zestrzelony. W czasie puczu moskiewskiego w sierpniu 1991 stał po stronie Borysa Jelcyna przeciwko samozwańczemu prezydentowi Giennadijowi Janajewowi. 2 lata później sam stał się rywalem Jelcyna jako alternatywny prezydent Rosji gdy znalazł się w centrum rosyjskiego kryzysu konstytucyjnego w 1993 roku.
Po zwycięstwie Jelcyna w referendum z 25 kwietnia 1993 roku, które dało prezydentowi „demokratyczną prawowitość” w konfrontacji z Radą Najwyższą Rusłana Chasbułatowa, Jelcyn postanowił wykorzystać przewagę i zdecydował o rozwiązaniu
Rady Najwyższej i rozpisaniu wyborów do nowego organu ustawodawczego – Dumy Państwowej. Rada Najwyższa nie zgodziła się odejść i narastało napięcie między tymi dwoma obozami. Ruckoj stanął po stronie obozu zachowawczego, uznając Radę Najwyższą za prawowity organ. Został przez nią 21 września 1993 wybrany na prezydenta (nieuznawanego przez Jelcyna oraz na arenie międzynarodowej). Od godz. 00:22 22 września 1993 do godz. 18:00 4 października 1993 pełniący obowiązki prezydenta Federacji Rosyjskiej. Po upadku rebelii 4 października 1993 aresztowany razem z innymi przywódcami. Zmiana konstytucji zniosła stanowisko wiceprezydenta. 26 lutego 1994 roku Jelcyn ułaskawił swoich ówczesnych przeciwników i wszyscy wyszli z więzienia.

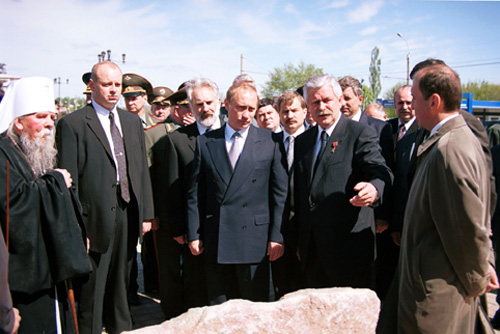
Władimir Putin i Aleksander Ruckoj, 8 maja 2000

Po uwolnieniu na krótko stał się monarchistą, zapuścił brodę i przypominał cara Michała II. Rozwiódł się i poślubił 23-letnią kobietę. Ruckoj wznowił karierę polityczną i do 2000 roku był gubernatorem obwodu kurskiego (wygrał wybory bezpośrednie) oraz członkiem Rady Federacji – izby wyższej rosyjskiego parlamentu. Podczas wyborów prezydenckich w 2000 roku wsparł Władimira Putina, ten jednak nie docenił jego starań i wysłał go na polityczną emeryturę.
W wyborach parlamentarnych w 2016 bez powodzenia kandydował do Dumy Państwowej z listy Patriotów Rosji.